# Jovtneve, Korop
Jovtneve (în ucraineană Жовтневе) este localitatea de reședință a comunei Jovtneve din raionul Korop, regiunea Cernihiv, Ucraina. În secolul al XIX-lea, satul făcea parte din volostul Korop, uezdul Kroleveț.

## Demografie
Componența lingvistică a localității Jovtneve
     Ucraineană (98,56%)
     Rusă (1,29%)
     Alte limbi (0,14%)
Conform recensământului din 2001, majoritatea populației localității Jovtneve era vorbitoare de ucraineană (98,56%), existând în minoritate și vorbitori de rusă (1,29%).